# Clamp peniano
Um clamp peniano é um aparelho de compressão peniana que trata incontinência urinária masculina. Clamps de incontinência para homens são aplicados na compressão da uretra para compensar o mau funcionamento do esfíncter urinário natural, prevenindo vazamento da bexiga, com mínima restrição de corrente sanguínea.

## Descrição
Um clamp peniano é composto por uma garra elástica que possui um fim distal e forma uma restrição em formato de concha., que pode ser aberto e fechado pelo paciente para liberar e conter a urina segundo a vontade do paciente.
A superfície interna é acolchoada e envolve o pênis, e pode ser facilmente desinfetada, e oferece uma tensão ajustada para prevenir urinações indesejadas da bexiga. A superfície externa é feita para ser aberta por um controle de pressão, que pode ser feito com uma mão só. O resultado é a criação de um controle artificial da continência.
Clamps de uretra são registrados desde 1920. São mais comumente construídos com plástico ou aço inoxidável na superfície externa, e silicone ou borracha na superfície. Eles são geralmente aplicadas como uma solução de custo-benefício para o tratamento de incontinência urinária.

## Uso
Homens com incontinência urinária geralmente são deixados com a escolha de muitas formas de manejo da doença: cirurgia, sistemas coletores, fraldas, catéteres intermitentes, ou aparelhos de compressão peniana.
Esfíncteres urinários artificiais são atualmente o padrão de ouro para o manejo da incontinência urinária pós-prostatectomia com resultados aceitáveis à longo prazo. No entanto, clamps penianos são uma alternativa quando o paciente não está em boas condições para cirurgia ou o preço é um problema.

## Riscos
Os aparelhos de compressão como clamps penianos são causa de uma redução significante de incontinência, no entanto, a longo prazo, o uso desses aparelhos possui o risco de complicação, como dor, erosão uretral, obstrução e edema.
Existe evidência que o uso prolongado de clamp peniano compromete tecido e corrente sanguínea, e promove o desenvolvimento de uma resposta inflamatória, por causa da elevação de citocinese pró-inflamatória. No entanto, nenhum dos aparelhos de compressão peniana causa sustentação de empate na corrente sanguínea, e geralmente, os pacientes tem boa recuperação ao redor de 40 minutos em intervalo regular de quatro horas.
Recomenda-se a retirada do clamp de 4 em 4 horas.